# William Eustis
William Eustis (Cambridge, 10 de junio de 1753-Boston, 6 de febrero de 1825) fue un médico y político estadounidense.

## Biografía
Se educó en la Boston Latin School antes de ingresar a Harvard College, donde se graduó en 1772.
Se desempeñó como cirujano militar durante la guerra de la Independencia de los Estados Unidos. Ayudó a atender a los heridos en la batalla de Bunker Hill. Sirvió con el Ejército Continental en la campaña de Nueva York y Nueva Jersey, rechazando una comisión de teniente coronel ofrecida por el jefe de artillería Henry Knox. En 1777, fue puesto al mando de un hospital militar al norte de la ciudad de Nueva York, donde permaneció durante el resto de la guerra. Posteriormente, retornó a la práctica privada en Boston.
Fue elegido para la legislatura estatal de Massachusetts, ocupando una banca desde 1788 hasta 1794. En 1800 ganó las elecciones para el Congreso de los Estados Unidos, sirviendo como un demócrata-republicano moderado. Demostró esto votando en contra de la derogación por el presidente Thomas Jefferson de la Ley Judicial de 1801, un proyecto de ley federalista aprobado en los últimos días de la administración de John Adams.
En 1809 fue designado Secretario de Guerra de los Estados Unidos por el presidente James Madison, pese a que carecía de las habilidades administrativas necesarias y antecedentes militares detallados. Además tuvo relaciones difíciles con James Wilkinson y Wade Hampton, dos comandantes del ejército.
Hizo un gran esfuerzo para actualizar los manuales de campo de los militares, que no habían cambiado desde la guerra de la Independencia. Después de adquirir copias de los manuales publicados en 1791 para uso de los ejércitos de la Primera República Francesa, encargó una traducción y presionó para la adopción de nuevos manuales basados en tácticas francesas. Aunque un nuevo manual estaba listo para su uso en 1812, no fue bien recibido por el cuerpo de oficiales, y no fue usado en la guerra anglo-estadounidense que estalló ese año.
Cuando comenzó la guerra de 1812, la logística del ejército estadounidense estaba en ruinas, y no tenía un comandante general, lo que lo obligó a tomar decisiones detalladas sobre nueve distritos militares. Cuando la guerra comenzó mal con la rendición del general William Hull en Detroit, fue severamente criticado. En medio de un marco de desconfianza hacia él, presentó su renuncia en diciembre de 1812. El secretario de Estado James Monroe asumió su cargo hasta que John Armstrong Jr. asumió el 13 de febrero de 1813.
Luego fue enviado a los Países Bajos como ministro plenipotenciario y enviado extraordinario, cargo que ocupó desde diciembre de 1814 hasta mayo de 1818. Posteriormente regresó a la Cámara de Representantes de 1820 a 1823, presidiendo el comité de asuntos militares. En el debate sobre la admisión de Misuri como estado (que llevó al Compromiso de Misuri), pronunció un discurso apasionado en oposición al lenguaje propuesto en la Constitución de Misuri que prohibía la entrada de afroestadounidenses libres al estado.
Fue elegido gobernador de Massachusetts en 1822, falleciendo en el cargo por neumonía en 1825.

## Legado
La mansión donde vivió con su esposa en Boston fue adquirida por conservacionistas en 1913 y restaurada a su estado en el siglo XIX a finales del siglo XX. Ahora es una casa museo y un Monumento Histórico Nacional.